# Zelenski
Zelenski je priimek več oseb:
- Anne Zelensky, francoska feministična publicistka in aktivistka
- Igor Zelenski, ruski baletnik
- Izak Zelenski, sovjetski komunistični politik judovskega rodu
- Peter Pavlovič Zelenski, sovjetski general
- Volodimir Zelenski, ukrajinski igralec, komik, politik (predsednik)